# Ngesti Karya
Ngesti Karya is een bestuurslaag in het regentschap Lampung Timur van de provincie Lampung, Indonesië. Ngesti Karya telt 3621 inwoners (volkstelling 2010).